# Distributor elektřiny
Distributor elektřiny je vlastníkem elektrického vedení a elektroměru, prostřednictvím kterého se elektrická energie dostává od výrobce z elektrárny k odběrateli (zákazníkovi). Distributor nakupuje elektřinu od výrobců (elektrárny) a prodává ji koncovým spotřebitelům.

## Distributoři elektřiny v České republice
- EG.D (dříve E.ON Distribuce) – Jihočeský kraj, kraj Vysočina, Jihomoravský kraj, Zlínský kraj
- PREdistribuce – Praha a Roztoky u Prahy
- ČEZ Distribuce – Středočeský kraj, Plzeňský kraj, Karlovarský kraj, Ústecký kraj, Liberecký kraj, Královéhradecký kraj, Pardubický kraj, Olomoucký kraj, Moravskoslezský kraj

Z ČEZ byla roku 1998 vyčleněna ČEPS zajišťující provoz elektrické přenosové soustavy na kterou navazuje elektrická distribuční soustava. Společnosti ČEPS se platí poplatek za systémové služby.

## Rozdíl mezi dodavatelem a distributorem
Dodavatel elektřiny je společnost, který prodává energii, komoditu jako takovou. Na faktuře, je vidět, že platby jsou rozděleny – část je za distribuci, část za dodávku silové energie. Na rozdíl od distributora, lze dodavatele elektřiny změnit a ovlivnit tak výši měsíční platby. 
Distributor elektřiny vlastní elektrické vedení, kterým vede elektřinu k odběrateli, typicky do domácností. Distribuční společnost se stará o přenos energie. Kromě toho distributor dodává také elektroměry, provádí každoroční odečty jejich stavu a řeší případné problémy s poničenými plombami, které mohou ukazovat na černý odběr elektřiny. Zároveň je také tím, na koho je třeba se obrátit při zavedení elektřiny pro nové odběrné místo. V zastavěném území dle energetického zákona distributor musí elektrickou přípojku zřídit na své náklady. Mimo zastavěnou plochu pak záleží na délce přípojky. Pokud nepřesáhne 50 metrů, opět všechny platby za její zhotovení padají na bedra distributora.
Cena elektrické energie se skládá ze dvou základních částí: regulovaná a neregulovaná složka. Do regulované složky se zahrnuje cena za distribuci, tedy nejčastěji náklady na dopravu, skladování energie a distribuci. Patří sem poplatky za hlavní jistič, distribuci na vysokém a nízkém tarifu, příspěvek na podporu výroby elektřiny z obnovitelných zdrojů nebo cenu za činnost operátora trhu s elektřinou. Regulovaná složka je stanovována Energetickým regulačním úřadem (ERÚ). Meziroční růst této složky je proto u jednotlivých distributorů obdobný. V průměru tvoří podíl regulovaných položek přibližně 50 % výsledné ceny dodávky pro zákazníky kategorie domácností – poplatky distributorům jsou v roce 2020 přibližně 37,7 % ceny elektřiny, další složkou je podpora obnovitelných zdrojů energie, která tvoří 12,8 % a 2,66 % je poplatkem za systémové služby a za činnosti OTE. Ceny distribuce stanoví jednou ročně, a to na následující kalendářní rok, nejpozději 30. listopadu.
Druhou, neregulovanou část tvoří cena dodávané elektřiny, na kterou se regulace ERÚ nevztahuje. Právě tato cena závisí na nabídce obchodníků a výrobců elektřiny. Poplatek zahrnuje částku za hlavní jistič a za spotřebované množství elektřiny. Jednotliví dodavatelé liší zejména cenami silové elektřiny za MWh. Podmínky distribuce elektřiny podléhají energetické legislativě, která obsahuje energetické zákony, vyhlášky, cenová rozhodnutí Energetického regulačního úřadu a pravidla provozování distribuční soustavy.